# تصفيات دوري أبطال أوروبا للكرة الطائرة للسيدات 2018–19
تعرض هذه المقالة مرحلة التصفيات لبطولة دوري أبطال أوروبا للكرة الطائرة للسيدات 2018–19. دخل ما مجموعه 9 فرق في هذه المرحلة التأهيلية. خلال التصفيات، يتقدم الفائزون في كل مواجهة إلى الدور التالي حتى يتبقى فريقان فقط، لينضمّا إلى 18 فريقًا تأهلوا مباشرة إلى دور المجموعات وفقًا لقائمة تصنيف بطولات الأندية الأوروبية. جميع الفرق السبعة التي لا تتقدم في التصفيات سيتم تحويلها للمشاركة في كأس الاتحاد الأوروبي للكرة الطائرة للسيدات 2018–19.

## الفرق المشاركة
سُحبت القرعة في 29 يونيو 2018 في مدينة لوكسمبورغ، لوكسمبورغ.
| الترتيب | الدولة          | عدد الفرق | الفريق(الفرق)              | النتيجة (المؤهل إلى) |
| ------- | --------------- | --------- | -------------------------- | -------------------- |
| 4       | بولندا          | 1         | بودوولاني لودز1            | محدد لاحقًا           |
| 6       | فرنسا           | 1         | إيه إس بي تي تي مولوز1     | محدد لاحقًا           |
| 8       | رومانيا         | 1         | سي إس إم فولي آلبا بلاج1   | محدد لاحقًا           |
| 9       | ألمانيا         | 1         | أليانز إم تي في شتوتغارت1  | محدد لاحقًا           |
| 11      | جمهورية التشيك  | 1         | يو بي أولوموتس1            | كأس الاتحاد الأوروبي |
| 16      | المجر           | 1         | بيكيششابا ر إس إي1         | كأس الاتحاد الأوروبي |
| 17      | البوسنة والهرسك | 1         | ŽOK Bimal-Jedinstvo Brčko1 | كأس الاتحاد الأوروبي |
| 17      | هولندا          | 1         | سليدريخت سبورت             | كأس الاتحاد الأوروبي |
| 25      | النمسا          | 1         | يو في سي هولدينغ غراز      | كأس الاتحاد الأوروبي |

1.^الفريق الذي يدخل في الدور الثاني.

## الدور الأول
- يتنافس فريقان فقط في الدور الأول.
- الفائز يتأهل إلى الدور الثاني، والخاسر يتأهل إلى كأس الاتحاد الأوروبي.
- جميع الأوقات هي محلية.

| الفريق الأول          | إجم. | الفريق الثاني  | مباراة الذهاب | مباراة الإياب |
| --------------------- | ---- | -------------- | ------------- | ------------- |
| يو في سي هولدينغ غراز | 0–6  | سليدريخت سبورت | 0–3           | 0–3           |

### الذهاب
| التاريخ   | التوقيت |                       | النتيجة |                | الشوط 1 | الشوط 2 | الشوط 3 | الشوط 4 | الشوط 5 | المجموع | التقرير |
| --------- | ------- | --------------------- | ------- | -------------- | ------- | ------- | ------- | ------- | ------- | ------- | ------- |
| 10 أكتوبر | 20:25   | يو في سي هولدينغ غراز | 0–3     | سليدريخت سبورت | 13–25   | 14–25   | 17–25   |         |         | 44–75   | التقرير |

### الإياب
| التاريخ   | التوقيت |                | النتيجة |                       | الشوط 1 | الشوط 2 | الشوط 3 | الشوط 4 | الشوط 5 | المجموع | التقرير |
| --------- | ------- | -------------- | ------- | --------------------- | ------- | ------- | ------- | ------- | ------- | ------- | ------- |
| 17 أكتوبر | 19:30   | سليدريخت سبورت | 3–0     | يو في سي هولدينغ غراز | 25–12   | 25–9    | 25–14   |         |         | 75–35   | التقرير |

## الجولة الثانية
- تتنافس 8 فرق في الجولة الثانية.
- الفائزون يتقدمون إلى الجولة الثالثة والخاسرون يتأهلون إلى كأس سي إي في للنساء [الإنجليزية].
- جميع الأوقات هي بالتوقيت المحلي.

| الفريق الأول                | إجم. | الفريق الثاني            | مباراة الذهاب | مباراة الإياب | الرباط # |
| --------------------------- | ---- | ------------------------ | ------------- | ------------- | -------- |
| أو بي أولوموتس              | 1–5  | سي إس إم فولي ألبا بلاش  | 2–3           | 0–3           | 1        |
| سليدريخت سبورت              | 0–6  | أليانز إم تي في شتوتغارت | 0–3           | 0–3           | 2        |
| ŽOK بيمال-جيدينستفو بريتشكو | 0–6  | إيه إس بي تي تي مولهاوس  | 1–3           | 0–3           | 3        |
| بيكيشجابي آر إس إي          | 0–6  | بودوفلاني وودج           | 1–3           | 0–3           | 4        |

### الذهاب
| التاريخ   | التوقيت |                             | النتيجة |                          | الشوط 1 | الشوط 2 | الشوط 3 | الشوط 4 | الشوط 5 | المجموع | التقرير |
| --------- | ------- | --------------------------- | ------- | ------------------------ | ------- | ------- | ------- | ------- | ------- | ------- | ------- |
| 23 أكتوبر | 19:00   | ŽOK بيمال-جيدينستفو بريتشكو | 1–3     | إيه إس بي تي تي مولهاوس  | 15–25   | 18–25   | 29–27   | 19–25   |         | 81–102  | تقرير   |
| 24 أكتوبر | 18:00   | أو بي أولوموتس              | 2–3     | سي إس إم فولي ألبا بلاش  | 25–23   | 16–25   | 24–26   | 27–25   | 13–15   | 105–114 | تقرير   |
| 24 أكتوبر | 19:30   | سليدريخت سبورت              | 0–3     | أليانز إم تي في شتوتغارت | 14–25   | 22–25   | 19–25   |         |         | 55–75   | تقرير   |
| 25 أكتوبر | 17:00   | بيكيشجابي آر إس إي          | 1–3     | بودوفلاني وودج           | 25–20   | 22–25   | 23–25   | 18–25   |         | 88–95   | تقرير   |

### الإياب
| التاريخ   | التوقيت |                          | النتيجة |                             | الشوط 1 | الشوط 2 | الشوط 3 | الشوط 4 | الشوط 5 | المجموع | التقرير |
| --------- | ------- | ------------------------ | ------- | --------------------------- | ------- | ------- | ------- | ------- | ------- | ------- | ------- |
| 30 أكتوبر | 18:00   | سي إس إم فولي ألبا بلاش  | 3–0     | أو بي أولوموتس              | 27–25   | 25–20   | 25–23   |         |         | 77–68   | تقرير   |
| 31 أكتوبر | 18:00   | بودوفلاني وودج           | 3–0     | بيكيشجابي آر إس إي          | 25–23   | 25–20   | 25–17   |         |         | 75–60   | تقرير   |
| 31 أكتوبر | 19:00   | أليانز إم تي في شتوتغارت | 3–0     | سليدريخت سبورت              | 25–7    | 25–12   | 25–22   |         |         | 75–41   | تقرير   |
| 31 أكتوبر | 20:00   | إيه إس بي تي تي مولهاوس  | 3–0     | ŽOK بيمال-جيدينستفو بريتشكو | 25–21   | 25–20   | 25–23   |         |         | 75–64   | تقرير   |

## الجولة الثالثة
- تتنافس 4 فرق في الجولة الثالثة.
- الفائزون يتقدمون إلى الجولة النهائية والخاسرون يتأهلون إلى كأس سي إي في للنساء [الإنجليزية].

| الفريق الأول            | إجم. | الفريق الثاني            | مباراة الذهاب | مباراة الإياب | المجموعة الذهبية |
| ----------------------- | ---- | ------------------------ | ------------- | ------------- | ---------------- |
| سي إس إم فولي ألبا بلاش | 3–3  | أليانز إم تي في شتوتغارت | 3–0           | 0–3           | 7–15             |
| بودوفلاني وودج          | 5–1  | إيه إس بي تي تي مولهاوس  | 3–1           | 3–2           |                  |

### الذهاب
| التاريخ  | التوقيت |                         | النتيجة |                          | الشوط 1 | الشوط 2 | الشوط 3 | الشوط 4 | الشوط 5 | المجموع | التقرير |
| -------- | ------- | ----------------------- | ------- | ------------------------ | ------- | ------- | ------- | ------- | ------- | ------- | ------- |
| 7 نوفمبر | 18:00   | سي إس إم فولي ألبا بلاش | 3–1     | أليانز إم تي في شتوتغارت | 25–18   | 25–20   | 17–25   | 28–26   |         | 95–89   | تقرير   |
| 7 نوفمبر | 18:00   | بودوفلاني وودج          | 3–1     | إيه إس بي تي تي مولهاوس  | 27–25   | 29–27   | 22–25   | 25–17   |         | 103–94  | تقرير   |

### الإياب
| التاريخ    | التوقيت    |                          | النتيجة |                         | الشوط 1 | الشوط 2 | الشوط 3 | الشوط 4 | الشوط 5 | المجموع | التقرير |
| ---------- | ---------- | ------------------------ | ------- | ----------------------- | ------- | ------- | ------- | ------- | ------- | ------- | ------- |
| 13 نوفمبر  | 19:00      | أليانز إم تي في شتوتغارت | 3–0     | سي إس إم فولي ألبا بلاش | 25–19   | 25–17   | 25–11   |         |         | 75–47   | تقرير   |
| Golden set | Golden set | أليانز إم تي في شتوتغارت | 15–7    | سي إس إم فولي ألبا بلاش |         |         |         |         |         |         |         |
| 13 نوفمبر  | 20:00      | إيه إس بي تي تي مولهاوس  | 2–3     | بودوفلاني وودج          | 25–23   | 23–25   | 25–16   | 18–25   | 11–15   | 102–104 | تقرير   |